# Guará (Distrito Federal)
Guará, amtlich portugiesisch Região Administrativa de Guará (RA X), ist eine Verwaltungsregion und Satellitenstadt mit 112 989 Einwohnern im brasilianischen Bundesdistrikt, 12 km südwestlich vom Stadtzentrum. Die Verwaltungsregion grenzt an Águas Claras, Vicente Pires, SCIA, SIA, Brasília, Candangolândia und Núcleo Bandeirante an.

## Wirtschaft
- Einkaufszentrum ParkShopping

## Verkehr
Guará ist durch zwei Metrostationen der Metrô Brasília an das Stadtzentrum angebunden:
- Feira
- Guará

## Verwaltung
Administrator der Verwaltungsregion ist Antônio Carlos de Santana Freitas.